# Pere Rebassa Bisquerra
Pere Rebassa Bisquerra (Palma, Mallorca, 7 d'abril de 1919 - Palma, Mallorca, 28 de maig de 1974) va ser un compositor i organista mallorquí del segle xx.
Va estudiar música amb Rafel Vich i amb Joan Maria Thomàs. Era un gran improvisador i també tocava el violí. Va ser ordenat prevere el 1944. Va anar a la parròquia de Sant Jaume. Va ser consiliari diocesà de la HOAC, vicari general del bisbe Hervàs, governador eclesiàstic de la diòcesi de Mallorca i vicari general de la diòcesi priorat de Ciudad Real. El 1964 va ser elevat a la dignitat de prelat domèstic de Sa Santedat el Papa. El 2006 va ser homenatjat a la XIII Nit Bielenca de Búger, amb l'edició d'un llibre i un CD.

## Obres destacades
- 1944 Ave Maris Stella
- 1944 Missa Sacerdos in Aeternum
- 1945 Memento temporis actis
- 1947 Per què ?
- 1948 Aires mallorquins
- 1949 Cançó del llaurador
- 1955 Goigs a llaor de la Serventa de Déu Sor Francina-Aina dels Dolors de Maria
- 1965 Improperium
- Himne per a cor i orquestra
- Improntu per a piano
- Devoció ofertori
- Tota Pulchra est Maria
- Dulce mirar de Jesús
- Canto a la Virgen
- Salve Regina
- Tocata para órgano

## Articles al diariLanzade Ciudad Real
- La música sagrada en Semana Santa, 27 de març de 1956
- La música en Semana Santa, 28 de març de 1961